# Olympiaglocke
Olympiaglocke – stalowy dzwon będący symbolem Letnich Igrzysk Olimpijskich 1936 w Berlinie. 

## Historia
Historia dzwonu, jako symbolu igrzysk, zaczęła się od przypadku. Niemiecki artysta Johannes Boehland zaprojektował sygnet z wizerunkiem orła i pięcioma kołami olimpijskimi oraz Bramą Brandenburską. Prezes komitetu organizacyjnego igrzysk Theodor Lewald, który nie był zadowolony z projektu, naszkicował dzwon i poprosił Boehlanda o przeprojektowanie sygnetu, co ten uczynił, i w ten sposób projekt zyskał akceptację komitetu. Następnie komitet zwrócił się do niemieckiego rzeźbiarza Waltera Lemckego o wykonanie modelu dzwonu, zgodnie z naniesionymi poprawkami, co artysta wykonał w roku 1933. Po odlaniu dzwonu w odlewni Bochumer Verein, 16 stycznia 1936 roku rozpoczęła się podróż symbolu igrzysk, uroczyście witanego przez ludność i organizacje nazistowskie na trasie przejazdu, o której na bieżąco informowały niemieckie rozgłośnie radiowe; do Berlina dzwon dotarł niecały miesiąc później. Komitet organizacyjny igrzysk zdecydował, że dzwon umieszczony zostanie na szczycie 74-metrowej dzwonnicy (Glockenturm), znajdującej się przy nowo wybudowanym stadionie olimpijskim. Zakończona sukcesem operacja podnoszenia dzwonu odbyła się 11 maja 1936 roku, zaś pierwsze dzwonienie, za pomocą silnika elektrycznego o mocy 3 koni mechanicznych, nastąpiło dziewięć dni później. 1 sierpnia 1936 roku dzwon zabrzmiał, gdy Adolf Hitler oficjalnie zainaugurował igrzyska, a lekkoatleta Fritz Schilgen, ostatni biegacz sztafety olimpijskiej, wniósł ogień olimpijski na stadion. Dzwon zabrzmiał ponownie podczas ceremonii zamknięcia igrzysk 16 sierpnia.       
W czasie II wojny światowej dzwonnica i dzwon nie doznały uszkodzeń, ale tuż po jej zakończeniu, w roku 1945, żołnierze Armii Czerwonej przypadkowo podpalili wieżę, która stała się tak niestabilna, że Brytyjczycy wysadzili ją w powietrze dwa lata później, aby zapobiec nieoczekiwanemu zawaleniu się konstrukcji. Dzwon, który przetrwał pożar, zawalił się po detonacji i doznał bardzo poważnych pęknięć konstrukcyjnych. W 1956 roku wydobyto go z gruzów i służył do ćwiczeń strzeleckich z amunicją przeciwpancerną. W latach 1960–1962 odbudowano dzwonnicę w tym samym miejscu, podwyższając ją o trzy metry, a nowy dzwon o wadze 4,5 tony został podniesiony na szczyt wieży i wydaje dźwięk fis. Zniszczony Olympiaglocke znajduje się za południową bramą stadionu olimpijskiego jako pomnik sportowców, którzy stracili życie podczas wojny.

## Opis
Odlewnia Bochumer Verein zadeklarowała, że wykona stalowy dzwon olimpijski, zaprojektowany przez Waltera Lemckego, w ten sam sposób co dzwon kościelny dla kościoła świętego Jerzego w Berlinie, wykonany przez odlewnię w roku 1897. Wybór stali na dzwon był bardzo nietypowy, gdyż dzwony najczęściej odlewane są z brązu dla lepszej jakości dźwięku, ale zdecydowano się jednak na stal, gdyż wraz z dzwonem odlewnia przekazała reichsmarki na uzbrojenie dla Wehrmachtu. Formę wnętrza dzwonu uformowano według wzoru w zagłębieniu o głębokości trzech metrów ze specjalnej gliny formierskiej, a sam dzwon odlano do góry nogami. Uformowano dwa kompletne modele, jeden tworzący rdzeń dzwonu, a drugi jego zewnętrzną stronę, po czym rdzeń umieszczono wewnątrz zewnętrznej formy. Powstał dzwon, do którego wlano 16,5 tony roztopionej stali, a zewnętrzne grafiki i napisy zostały przeniesione z gipsowego modelu do formy. Po schłodzeniu, wypolerowaniu i innych zabiegach, które wymagały kilku tygodni, ważący 9,6 tony Olympiaglocke został ukończony 14 sierpnia 1935 roku. 
Po jednej stronie płaszcza dzwonu znajduje się niemiecki orzeł cesarski (Reichsadler) trzymający w szponach pięć kół olimpijskich, a na drugiej Brama Brandenburska. Pomiędzy nimi na płaszczu znajdują się daty „1–16 August” oraz „1936”. Wokół krawędzi dzwonu widnieją napisy „Ich rufe die Jugend der Welt” oraz „11 Olympische Spiele Berlin”, przedzielone dwiema swastykami. Taka forma symbolu igrzysk miała unaocznić, jak ściśle dzwon i igrzyska były powiązane z ideologią nazistowską.

## Galeria

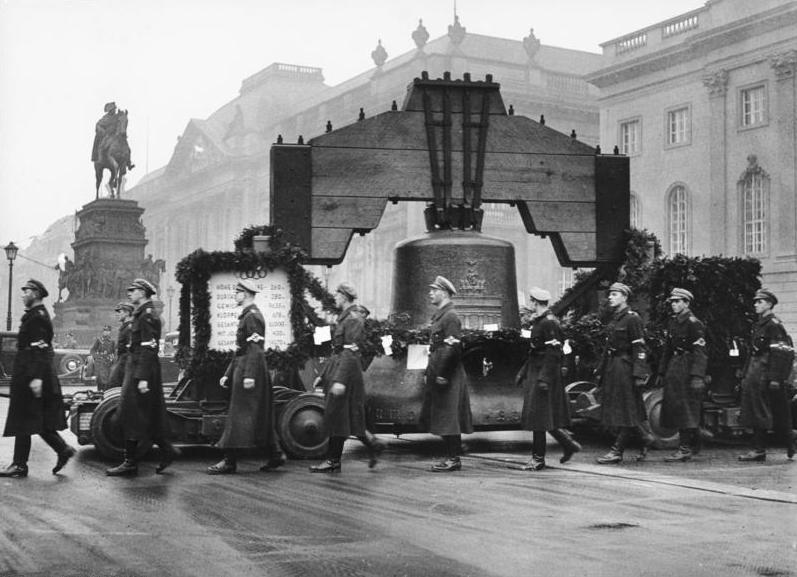
Prezentacja dzwonu przed pomnikiem Fryderyka Wielkiego w Berlinie
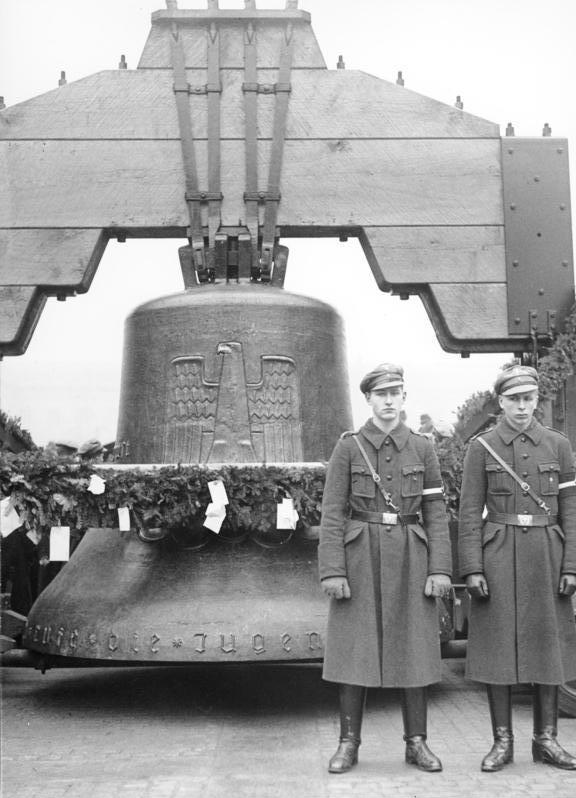
Uroczysta warta honorowa Hitlerjugend przed dzwonem
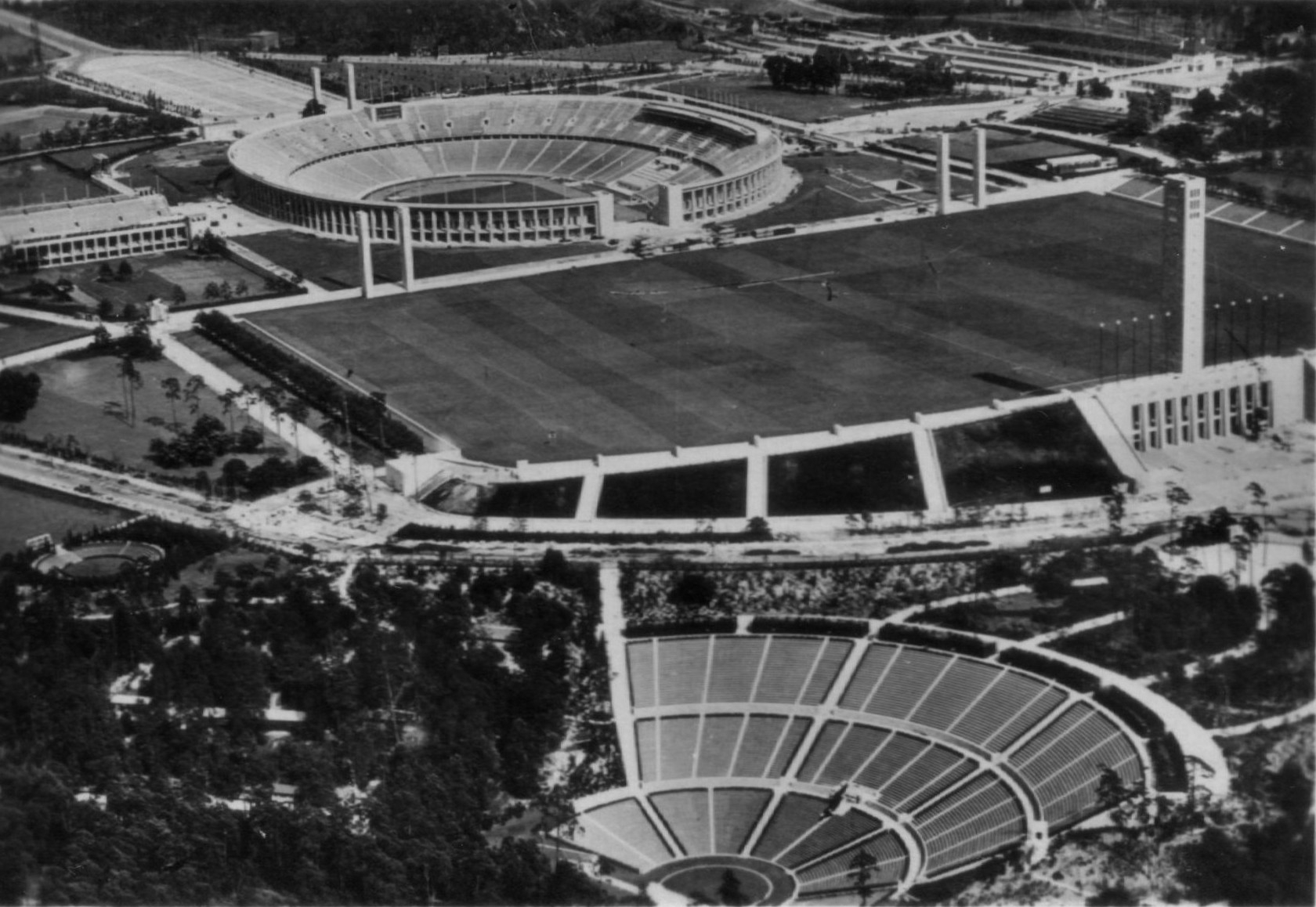
Dzwonnica widoczna po prawej, przy stadionie olimpijskim
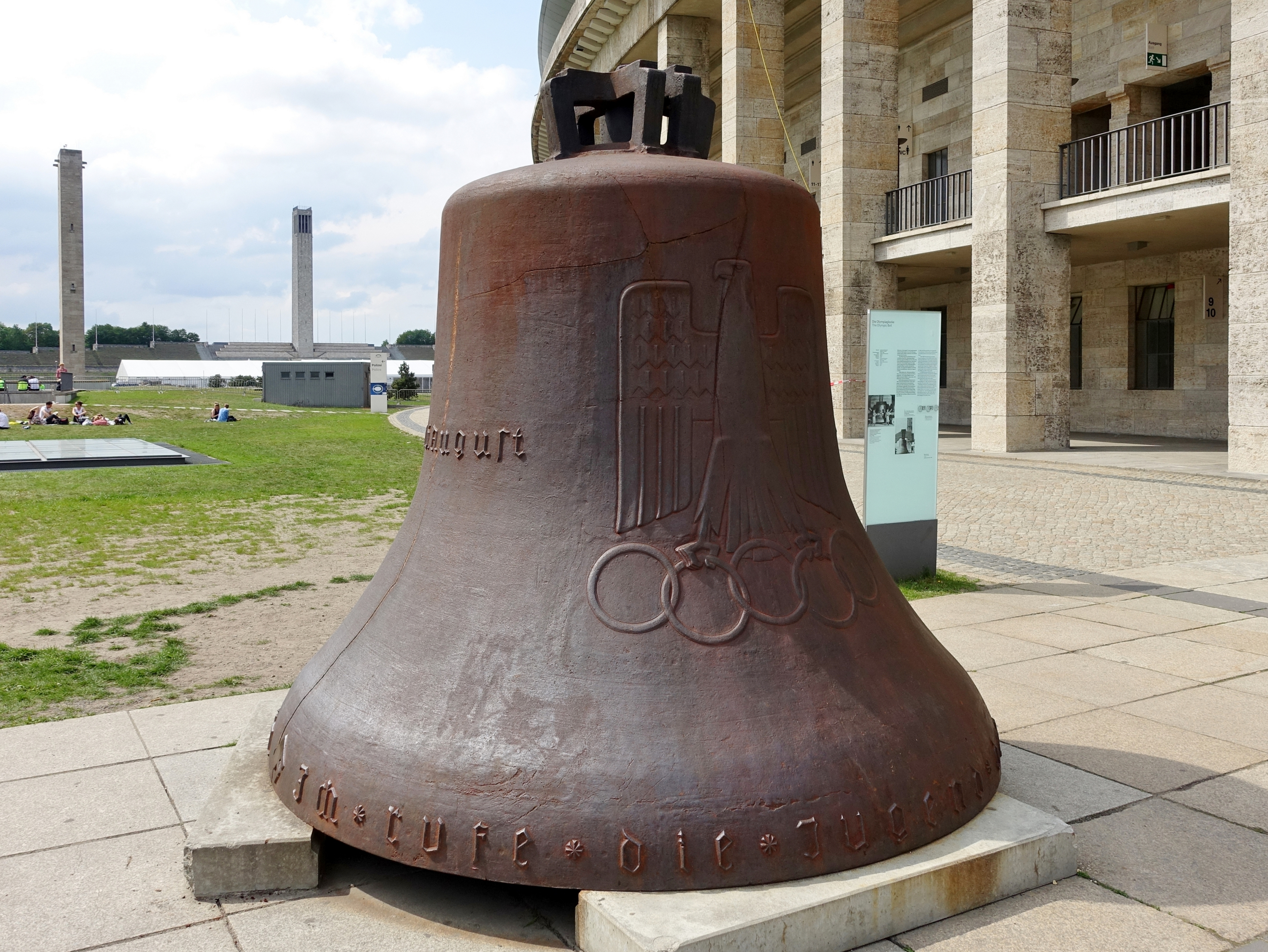
Dzwon jako pomnik sportowców, którzy stracili życie podczas wojny